# Парламентские выборы в Испании (1936)
Выборы во II Кортесы Республики (исп. Cortes Generales) 1936 года в Испании состоялись 16 (первый тур) и 23 февраля (второй тур), стали третьими и последними парламентскими выборами в период Второй республики. В целом итоги выборов принято считать справедливыми, хотя имело место ограниченные случаи фальсификации. Явка на выборы составила 9 792 700 избирателей (72,95 %).
В отличие от предыдущих выборов 1933 года левые силы смогли объединиться, образовав широкую коалицию левореспубликанских сил Народный фронт. Хотя объединившимся левым по голосам избирателей удалось лишь ненамного опередить своих правых оппонентов, в то же время преимущество Народного фронта над Союзом правых по количеству парламентских мандатов оказалось подавляющим, позволив левым вернуться к власти и сформировать своё правительство. Новым главой Совета министров стал Мануэль Асанья Диас, возглавлявший кабинет в период так называемого «Реформистского двухлетия» (1931—1933). Провальными итоги выборов оказались для скомпрометировавшей себя в глазах избирателей многочисленными коррупционными скандалами Радикальной республиканской партии, чей лидер Алехандро Леррус возглавлял испанское правительство большую часть так называемого «Консервативного двухлетия» (1933—1935).
Итоги выборов 1936 года стали одной из главных причин путча 17—18 июля того же 1936 года, которых хотя и не привёл к свержению правительства Народного фронта, в то же время послужил началом Гражданской войны в Испании, завершившейся падением Второй республики и установлению диктатуры Франко.

## Предыстория
Поражение левых на выборах 1933 года привело к окончанию «Реформистского двухлетия» (1931—1933). Следующие два года, во время которых Испанией управляли правоцентристские кабинеты во главе с радикалами при поддержке правых, вошли в историю страны как «Консервативное двухлетие» (1933—1935). Начиная с 16 декабря 1933 года и по 25 сентября 1935 года сменилось два радикальных кабинета, первый из которых возглавлял сам лидер партии Алехандро Леррус. Все они были правоцентристскими и имели поддержку Хосе Марии Хиль-Роблеса, лидера Испанской конфедерации независимых правых (CEDA), представители которой дважды включались в состав правительства. Также в кабинеты радикалов входили министры от правых либералов, аграриев, галисийских автономистов и либеральных демократов.
25 сентября 1935 года, после того как CEDA отказалась в дальнейшем поддерживать правительство меньшинства во главе с радикалами, Леррус сформировал новый кабинет, в который включил сразу троих представителей правых. Вхождение в правительство членов CEDA спровоцировало массовые выступления левых республиканцев, недовольных «консервативным поворотом». Наиболее значимыми стали общеиспанская массовая забастовка, вошедшая в историю как Революция 1934 года, забастовка астурийских шахтёров, переросшая в антиправительственное восстание, и события 6 октября 1934 года (попытка провозглашения Каталонского государства в составе Испанской федеративной республики). Властям в итоге удалось подавить массовые протесты. Восстание рабочих в Астурии было подавлено войсками под командованием генерала Франсиско Франко. Председатель каталонского правительства Льюис Компаньс и Жовер был арестован, действие Статута об автономии Каталонии приостановлено.
В апреле 1935 года правые инициировали падение кабинета и два месяца у власти было правительство меньшинства, составленное из радикалов и правых либералов. 6 мая Леррус сформировал новый кабинет, в который вошли уже пять членов CEDA, в том числе и сам Роблес. Начиная с выборов 1933 года, в результате деятельности правоцентристских правительств заработная плата сельскохозяйственных рабочих упала вдвое, армия была реформирована, практически полностью очистившись от республиканцев, в то время как офицеры лояльные Роблесу получали повышение. Тем не менее, даже после вхождения CEDA в правительство, правым не удалось добиться внесения необходимых им поправок в конституцию.
Тем временем, в 1935 году Мануэль Асанья Диас, возглавлявший правительство в период «Реформистского двухлетия», и Индалесио Прието, лидер умеренного крыла социалистов, начинают объединять левые силы с целью создания широкой левореспубликанской коалиции.
Конец «консервативному двухлетию» было положен осенью 1935 года, когда разгорелся «скандал с рулеткой». Выяснилось, что власти, вопреки запрету азартных игр в рулетку, разрешили открыть казино с рулеткой. Взамен лидеры радикалов, в том числе и Алехандро Леррус, получали часть прибыли от деятельности казино. В результате Леруссу пришлось подать в отставку. Был сформирован кабинет во главе с беспартийным Хоакином Чапаприета и Торрегросса, впрочем основу нового правительства по прежнему составляли члены РРП и CEDA.
В ноябре 1935 года, уже после ухода в отставку Лерруса разгорелся ещё один коррупционный скандал, «Дело Номбела» (исп. Asunto Nombela). Ряд лидеров радикалов, в первую очередь заместитель премьер-министра Морено Кальво, были обвинены в мошенничестве при выплате компенсаций Compañía de África Occidental. Этот второй скандал был использован руководителем CEDA Хиль-Роблесом как предлог, чтобы прекратить поддержку коалиционного правительства с радикалами во главе с Чапаприетой, рассчитывая, что президент Нисето Алькала Самора будет вынужден поручить формирование нового кабинета правым. Но Алькала Самора вновь отказался отдавать власть партии, которая не провозгласила свою верность Республике, и доверил пост премьер-министра либералу Мануэлю Портеле и Вальядаресу. Новый кабинет тоже оказался правоцентристским и не получил необходимую поддержку депутатов, так что Алькала Самора принял решение о роспуске парламента и назначении досрочных выборов.

## Избирательная система

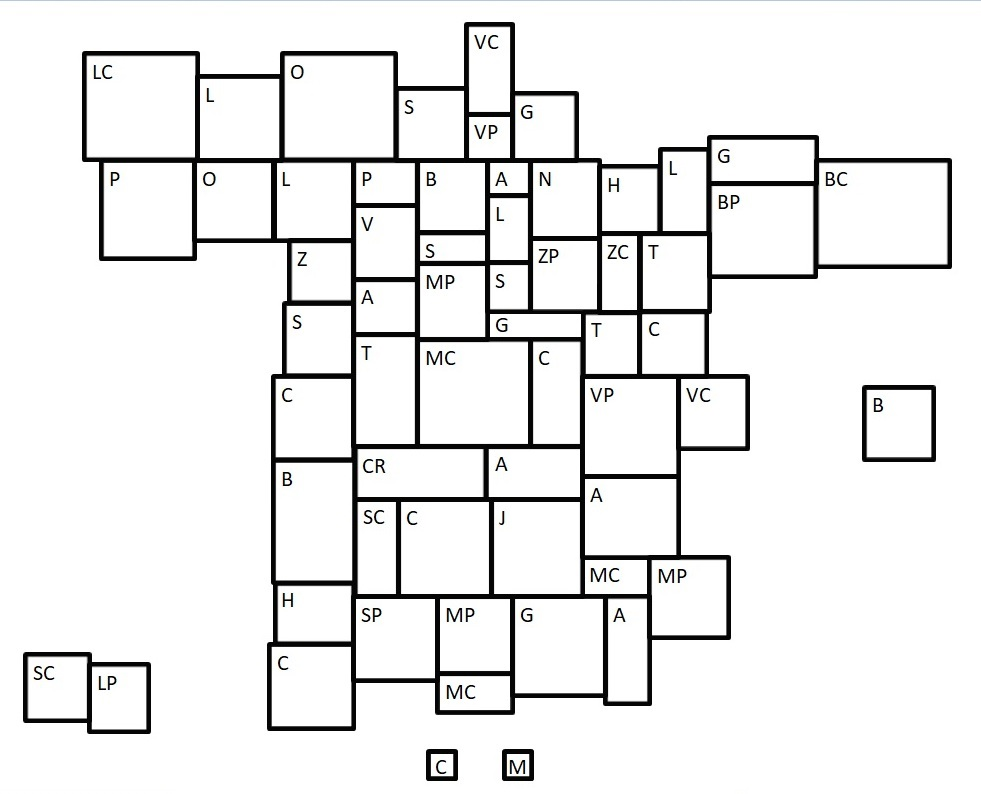
Избирательные округа пропорционально количеству имеющихся мандатов, от Барселоны (20) до Сеуты и Мелильи (по 1 мандату).

Выборы проходили согласно Закону о выборах 1907 года с поправками, внесёнными в июне 1931 года и июле 1933 года, которые включали изменение в провинциальный избирательный округ, включение женщин в перепись, снижение минимального возраста для участия в голосовании до 23 лет и метод конвертации голосов в места.
Положения о выборах устанавливали провинцию как избирательный округ, за исключением городов с населением более 150 000 жителей (Мадрид, Барселона, Валенсия, Севилья, Сарагоса, Бильбао, Малага и Мурсия) составляли отдельные избирательные округа, включая все муниципалитеты, принадлежащие к их территории. На каждые 50 000 жителей каждому избирательному округу выделялось одно место, а если после распределения оставалась цифра более 30 000 жителей, то выделялось дополнительное место. Города Сеута и Мелилья получили по одному месту каждый. Таким образом, численность конгресса составила 473 депутата.
Избирательная система была мажоритарная с лимитированным голосованием. Избиратель мог выбрать в своём округе фиксированное количество кандидатов, меньшим, чем количество мандатов. Избирательная формула определяла, что депутатами становятся кандидаты, набравшие наибольшее количество голосов, если они набрали не менее 20 % голосов, поданных в своём округе, и если хотя бы один из них получил 40 %. Если это последнее требование было выполнено, но не все места были распределены между набравшими более 1/5 голосов, через две недели проводился второй тур, в котором принимали участие только кандидаты, набравшие более 8 % голосов.
Как и на выборах 1933 года Испания была разделена на многомандатные избирательные округа; например, в Мадрид избиралось 17 депутатов. Каждый избиратель мог проголосовать за несколько кандидатов, например, в случае Мадрида, за 13 человек. Это способствовало широким коалициям, в частности, в Мадриде Народный фронт, набрав 54,64 % голосов, выиграл 13 мандатов, а коалиция правых и радикалов, получив 45,36 % голосов, завоевала только оставшиеся 4.

## Избирательная кампания
Во время избирательной кампании наблюдалось значительное насилие со обеих сторон правых. В общей сложности в различных инцидентах на протяжении всей кампании были убиты не менее тридцати семи человек, в том числе десять погибли в день выборов. Были сняты некоторые ограничения на прессу. Правые в своей кампании делали акцент на риске появления «красного флага» — коммунизма — над Испанией. Радикальные республиканцы Лерруса сосредоточили свои усилия на очернении центристов, видя в них своего главного конкурента. CEDA, которая продолжала оставаться главной партией правых, изо всех сил пыталась заручиться поддержкой монархистов, в чём и преуспели. Партийные плакаты, однако, имели явно фашистскую направленность: её лидер Хиль-Роблес был изображен рядом с различными автократическими лозунгами, а последователи приветствовали его криками «Хефе!» (в переводе с исп. — «Вождь!»), копируя итальянских фашистов и немецких нацистов с их «Дуче!» и «Фюрер!». Хотя предвыборных обещаний они давали немного, подразумевался возврат к дореспубликанскому автократическому режиму. Обильно финансируемые крупными землевладельцами, промышленниками и католической церковью, пострадавшей при предыдущей левореспубликанской администрации, правые напечатали миллионы листовок, обещая «великую Испанию». Левые из Народного фронта обещали продолжить политику реформ, которую проводила республиканско-социалистическая коалиция во время «Реформистского двухлетия» (1931—1933), включая аграрные реформы и реформы трудового законодательства. Они также собирались освободить политических заключённых, в том числе участников астурийского восстания (хотя это спровоцировало правых), привлекая тем самым голоса синдикалистов и анархистов, которые по прежнему оставались вне Народного фронта. Коммунистическая партия проводила кампанию под революционными лозунгами, что не мешало ей решительно поддерживать Народный фронт. «Голосуй за коммунистов, чтобы спасти Испанию от марксизма» было в то время социалистической шуткой. Проиграв борьбу за голоса рабочего класса синдикалистам и анархистам, коммунисты сконцентрировались на своей позиции внутри Народного фронта. Избирательная кампания была жаркой; возможность компромисса была уничтожена астурийским восстанием левых и жестокими репрессиями со стороны сил безопасности. Обе стороны использовали апокалиптическую риторику, заявляя, что в случае победы другой стороны последует гражданская война.
В день выборов безопасность голосования обеспечивали 34 000 гражданских и 17 000 штурмовых гвардейцев, многие из которых были заменены на своих обычных постов карабинерами. Голосование 16 февраля закончилось ничьей между левыми и правыми, при этом политический центр был фактически уничтожен. В шести провинциях левые группы, очевидно, вмешивались в регистрацию или голосование в пользу левореспубликанских сил. В то же время в Галисии, на северо-западе Испании, и в Гранаде в ход голосования вмешивалось уже правительство. Везде, где социалисты были плохо организованы, сельскохозяйственные рабочие продолжали голосовать так, как им говорили их боссы или касики. Аналогичным образом некоторые правые избиратели были отстранены от голосования в социалистических регионах. Однако такие случаи были сравнительно редки. Ближе к вечеру, когда казалось, что Народный фронт побеждает, в некоторых городах толпы людей врывались в тюрьмы, чтобы освободить содержавшихся там революционеров.

## Результаты
16 и 23 февраля были избраны 473 депутата однопалатного испанского парламента, из них четыре женщины: Анхелес Хиль (CEDA), Маргарита Нелькен (ИСРП), Долорес Ибаррури (КПИ) и Виктория Кент (Республиканская левая).
Выборы завершились подавляющей победой левых сил. Левые республиканцы, марксисты и левые националисты смогли получить в общей сложности 278 мест в Кортесах (58,77 %), увеличив своё представительство в парламенте в 2,78 раза. Правые, в том числе монархисты и традиционалисты, смогли завоевать только 128 мест, почти на треть меньше чем в 1933 году. Понесли потери и их союзники, республиканцы центра и правого крыла (потеряли почти 3/4 своих мандатов).

### Результаты выборов по коалициям
Итоги выборов в II Кортесы Республики 1936 года по коалициям
| Коалиции (партии)                    | Коалиции (партии)                    | Коалиции (партии)                     | Коалиции (партии)                         | Голоса    | Голоса | Места           | Места | Места       | Места | Примечания |
| Коалиции (партии)                    | Коалиции (партии)                    | Коалиции (партии)                     | Коалиции (партии)                         | #         | %      | Места (февраль) | %     | Места (май) | % | Примечания |
| ------------------------------------ | ------------------------------------ | ------------------------------------- | ----------------------------------------- | --------- | ------ | --------------- | ----- | ----------- | --- | --- |
|                                      |                                      | Народный фронт                        | исп. Frente Popular, FP                   | 3 750 900 | 39,63  | 224             | 47,36 | 240         | 50,74 | Во всех регионах, за исключением Каталонии. ИСРП, РЛ (кроме Луго), РС (кроме Луго и Тенерифе), КПИ, а также ФДРП (Уэльва и Лас-Пальмас), СП (Кадис), НСП (Сарагоса), ПГ (Галисия), Валенсианская левая (Валенсия), Баскская левая (Наварра) и независимые (Кастельон и Овьедо)                                                     |
|                                      | Левый фронт Каталонии                | кат. Front d'Esquerres de Catalunya   | 700 400                                   | 7,40      | 41     | 8,67            | 41    | 8,67        | Только в Каталонии. Каталонская левая (РЛК, ССК, СК, Левая республиканская националистическая партия), РКД, Пролетарская каталонская партия, каталонские секции Республиканской левой и ИСРП, Партия коммунистов Каталонии и ПОУМ | |
|                                      | Народный фронт и Партия центра       | исп. Frente Popular y P.Centro        | —                                         | —         | 0      | —               | 4     | 0,85        | Только в Куэнке. На повторных выборах в отличие от первого раунда Народный фронт (3 места) образовал коалицию с Партией республиканского национального центра (1 место) | |
| Народный фронт—Левый фронт Каталонии | Народный фронт—Левый фронт Каталонии | Народный фронт—Левый фронт Каталонии  | Народный фронт—Левый фронт Каталонии      | 4 451 300 | 47,03  | 265             | 56,03 | 285         | 60,25 | |
|                                      |                                      | Правые                                | исп. Derechas                             | 1 709 200 | 18,06  | 86              | 18,18 | 81          | 17,12 | Коалиция CEDA, R.E. (Национальный блок), карлистов и независимых правых в 30 избирательных округах, а также аграрии (Уэска, Леон, Луго, Сеговия и Толедо), националисты (Бургос), Католическая партия (Бургос), независимые монархисты (Гвадалахаре и Бильбао), консерваторы-республиканцы (Луго) и Партия среднего класса (Хаэн). |
|                                      | Правые и радикалы                    | исп. Derechas y PR Radical            | 943 400                                   | 9,97      | 39     | 8,25            | 33    | 6,98        | Коалиция правых и радикалов (Куэнка, Мадрид и Понтеведра), а также при участии аграриев (Альбасете, Авила, Бадахос, Сьюдад-Реаль, Хаэн и Самора), Партии центра (Бадахос и Кадис), прогрессистов (Альбасете) и независимого республиканца-гальегиста (Ла-Корунья). Эта коалиция позволила радикалам получить 6 мест (которые позже будут сокращены до 4), Партии центра — 3 места, одно завоевал независимый республиканец | |
|                                      | Правые и Партия центра               | кат. Derecha y P. Centro              | 584 300                                   | 6,17      | 27     | 5,71            | 17    | 3,59        | В Тенерифе и провинции Мурсич Партия республиканского национального центра выступала самостоятельно. В остальных округах в составе коалиции с CEDA и независимыми республиканцами (Аликанте и Касерес), RE (Касерес), карлистами и аграриями (Гранада, результаты были аннулированы). CEDA получила 13 мандатов (8 после пересмотра итогов выборов в Гранады), центристы — девять мест (в мае уменьшены до 6), а также два независимых республиканца и один независимый правый (мальоркский регионалист), карлист и аграрий (оба лишены мандатов в мае после пересмотра итогов выборов в Гранаде) | |
|                                      | Каталонский фронт за порядок         | кат. Front Català d'Ordre             | 483 700                                   | 5,11      | 13     | 2,75            | 13    | 2,75        | Только в Каталонии. Включал CEDA, Каталонскую лигу, «Правые Каталонии», Каталонское народное действие, радикалы, карлисты и RE | |
|                                      | Правые и прогрессисты                | кат. Derecha y PR Progresista         | 307 500                                   | 3,25      | 9      | 1,90            | 9     | 1,90        | Коалиция CEDA и прогрессистов в Андалусии. Также включала Партию центра (Малага и Севилья), RE (Кордова), радикалов (Уэльва), аграриев (Малага), монархистов (Малага) и независимых. Прогрессисты получили 6 мест, CEDA — 2, Партия центра — 1 | |
|                                      | Правые и республиканцы-консерваторы  | исп. Derecha y PR Conservador         | 189 100                                   | 2,00      | 7      | 1,48            | 7     | 1,48        | Коалиция CEDA и республиканцев-консерваторов в Луго и Ла-Корунье (в последнем случае с радикалами) | |
|                                      | Либеральные демократы и CEDA         | исп. P.R.Liberal D. y CEDA            | 150 900                                   | 1,59      | 4      | 0,85            | 4     | 0,85        | Коалиция CEDA и либеральных демократов (сольно только в Овьедо) | |
|                                      | Испанская аграрная партия            | исп. Partido Agrario Español, PAE     | 30 900                                    | 0,33      | 0      | —               | 0     | —           | Только сольно, в Бургосе и Уэльве | |
|                                      | Правые и Фаланга                     | исп. Derechas y Falange               | 144 600                                   | 1,69      | 0      | —               | 2     | 0,42        | Коалиция Испанской фаланги, CEDA и RE. На повторных выборах в Куэнке (май 1936) правые разорвали союз с радикалами и добавили в список лидера фалангистов Хосе Примо де Ривера, выиграв в итоге два места (по одному для CEDA и независимого) | |
| Все правые                           | Все правые                           | Все правые                            | Все правые                                | 4 375 800 | 46,48  | 185             | 56,03 | 166         | 60,25 | |
|                                      |                                      | Партия центра                         | исп. Partido Centro Nacional Republicano  | 210 100   | 2,22   | 3               | 0,63  | 2           | 0,42 | Списки Партии республиканского национального центра в Ла-Корунье, Оренсе, Понтеведра, Куэнка, Сеговия и Саморе, а также объединённый список Партии центра и республиканцев-автономистов (экс-радикалы) в городе и провинции Валенсии                                                                                               |
|                                      | Партия центра и левые                | исп. P. Centro N.R. más Izquierdas    | 89 600                                    | 0,95      | 7      | 1,48            | 7     | 1,48        | Коалиция Партии центра (4 места), Республиканского союза (2) и Республиканской левой (1) в Луго | |
| Партия центра                        | Партия центра                        | Партия центра                         | Партия центра                             | 299 700   | 3,17   | 10              | 2,11  | 9           | 1,90 | |
|                                      |                                      | Баскская националистическая партия    | баск. Euzko Alderdi Jeltzalea, EAJ        | 150 100   | 1,59   | 9               | 1,90  | 9           | 1,90 | Собственные списки, включая социальных христиан в Гипускоа |
|                                      |                                      | Радикальная республиканская партия    | галис. Partido Republicano Radical, PRR   | 124 700   | 1,32   | 2               | 0,42  | 1           | 0,21 | Самостоятельные списки (Касерес, Кастельон, Сеута, Малага, Оренсе и Сантандер), а также с Республиканским союзом (Тенерифе), Партией центра и аграриями (Лас-Пальмас) и республиканцами-консерваторами (Кордова). Получены мандаты в Лас-Пальмасе и в Оренсе (последний аннулирован)                                               |
|                                      |                                      | Республиканская консервативная партия | исп. Partido Republicano Conservador, PRC | 23 000    | 0,24   | 2               | 0,42  | 2           | 0,42 | Самостоятельный список в Сории (победа во втором туре) и ещё один мандат в Луго вместе с правыми |
|                                      |                                      | Прогрессивная республиканская партия  | исп. Partido Republicano Progresista, PRP | 10 500    | 0,11   | 0               | —     | 0           | — | |
|                                      |                                      | Испанская фаланга                     | исп. Falange Española de las JONS         | 6 800     | 0,07   | 0               | —     | 0           | — | Самостоятельные списки в Овьедо, Севильи, Толедо и Вальядолиде |
| Источник: Historia Electoral         |                                      |                                       |                                           |           |        |                 |       |             | | |

### Результаты выборов по партиям
Итоги выборов в II Кортесы Республики 1936 года по партиям на май месяц
| Партии                                           | Партии                                             | Партии                                              | Партии                                                  | Лидер                                            | Места | Места | Места | Примечания |
| Партии                                           | Партии                                             | Партии                                              | Партии                                                  | Лидер                                            | Места | +/−   | % | Примечания |
| ------------------------------------------------ | -------------------------------------------------- | --------------------------------------------------- | ------------------------------------------------------- | ------------------------------------------------ | ----- | ----- | --- | --- |
|                                                  |                                                    | Республиканская левая                               | исп. Izquierda Republicana, IR                          | Мануэль Асанья                                   | 87    | ▲66   | 18,39 | Создана на базе одноимённой коалиции, объединявшей партии Республиканское действие, Независимую радикально-социалистическую республиканскую и Автономную галисийскую республиканскую организацию. Входила в коалицию Народный фронт, каталонская секция (Республиканская левая партия) входила в Левый фронт Каталонии |
|                                                  | Республиканский союз                               | исп. Unión Republicana, UR                          | Диего Мартинес Баррио                                   | 37                                               | —     | 7,82  | Образована в результате слияния нескольких небольших республиканских партий, в том числе, Демократической радикальной партии Мартинеса Баррио. Входила в коалицию Народный фронт                                                                                  | |
|                                                  | Федеральная демократическая республиканская партия | исп. Partido Republicano Democrático Federal, PRDF  | Эдуардо Барриоберо                                      | 2                                                | ▼2    | 0,42  | Входила в коалицию Народный фронт | |
|                                                  | Независимые левые республиканцы                    | исп. Republicanos independientes de izquierdas      |                                                         | 2                                                | —     | 0,42  | Альваро де Альборнос (бывший радикал-социалист) и Томас Алонсо де Арминьо (левый галисийский аграрий) | |
| Левые республиканцы                              | Левые республиканцы                                | Левые республиканцы                                 | Левые республиканцы                                     | Левые республиканцы                              | 128   | ▲115  | 27,06 | |
|                                                  |                                                    | Испанская социалистическая рабочая партия           | исп. Partido Socialista Obrero Español, PSOE            | Франсиско Ларго Кабальеро                        | 99    | ▲40   | 20,93 | Входила в коалицию Народный фронт, каталонская секция входила в Левый фронт Каталонии |
|                                                  | Коммунистическая партия Испании                    | исп. Partido Comunista de Españа, PCE               | Хосе Диас Рамос                                         | 17                                               | ▲16   | 3,59  | Входила в коалицию Народный фронт, каталонская секция (Партия коммунистов Каталонии) входила в Левый фронт Каталонии | |
|                                                  | Социалистический союз Каталонии                    | кат. Unió Socialista de Catalunya, USC              | Жоан Коморера и Солер                                   | 4                                                | ▲1    | 0,85  | В составе коалиции Левый фронт Каталонии | |
|                                                  | Рабочая партия марксистского единства              | кат. Partit Obrer d'Unificació Marxista, POUM       | Андреу Нин                                              | 1                                                | —     | 0,21  | В составе коалиции Левый фронт Каталонии | |
|                                                  | Пролетарская каталонская партия                    | кат. Partit Català Proletari, PCP                   | Пере Аснар                                              | 1                                                | —     | 0,85  | В составе коалиции Левый фронт Каталонии | |
|                                                  | Синдикалистская партия                             | исп. Partido Sindicalista, PS                       | Анхель Пестанья                                         | 1                                                | —     | 0,21  | Создана на базе умеренного крыла анархо-синдикалистского движения. В составе коалиции Народный фронт | |
|                                                  | Независимая синдикалистская партия                 | исп. Partido Sindicalista Independiente, PSI        | Бенито Пабон                                            | 1                                                | —     | 0,21  | Создана на базе умеренного крыла анархо-синдикалистского движения. В составе коалиции Народный фронт | |
| Все марксисты и синдикалисты                     | Все марксисты и синдикалисты                       | Все марксисты и синдикалисты                        | Все марксисты и синдикалисты                            | Все марксисты и синдикалисты                     | 124   | ▲61   | 26,22 | |
|                                                  |                                                    | Испанская конфедерация независимых правых           | исп. Confederación Española de Derechas Autónomas, CEDA | Хосе Мария Хиль-Роблес                           | 88    | ▼27   | 18,61 | Входила в правые коалиции, в том числе Каталонский фронт за порядок, Правые и радикалы и другие |
|                                                  | Испанская аграрная партия                          | исп. Partido Agrario Español                        | Хосе Мартинес де Веласко                                | 10                                               | ▼20   | 2,11  | Входила в правые коалиции | |
|                                                  | Независимые правые                                 | исп. Independientes de derecha                      | Абилио Кальдерон                                        | 4                                                | ▼9    | 2,75  | Избирались по спискам правых | |
|                                                  | Партия «Власть среднего класса»                    | исп. Partido Mesócrata                              | Хосе де Акунья                                          | 1                                                | —     | 0,21  | Входила в правые коалиции | |
| Правые                                           | Правые                                             | Правые                                              | Правые                                                  | Правые                                           | 103   | ▼55   | 21,78 | |
|                                                  |                                                    | Партия республиканского национального центра        | исп. Partido Centro Nacional Republicano, PCNR          | Мануэль Портела и Вальядарес                     | 17    | —     | 3,59 | Создана 28 января 1936 года премьер-министром Мануэлем Портелой и Вальядаресом (14 декабря 1935—19 февраля 1936) |
|                                                  | Прогрессивная республиканская партия               | исп. Partido Republicano Progresista, PRP           | Нисето Алькала Самора-и-Торрес                          | 6                                                | ▲3    | 0,63  | Все 6 депутатов избраны в Андалусии по совместным с правыми спискам | |
|                                                  | Радикальная республиканская партия                 | исп. Partido Republicano Radical, PRR               | Алехандро Леррус, Сантьяго Альба                        | 5                                                | ▼97   | 1,06  | 4 депутата из 5 избраны по своместным спискам с правыми | |
|                                                  | Консервативная республиканская партия              | исп. Partido Republicano Conservador, PRC           | Мигель Маура                                            | 3                                                | ▼14   | 0,63  | | |
|                                                  | Демократическая либеральная республиканская партия | исп. Partido Republicano Liberal Demócrata, PRLD    | Мелькиадес Альварес                                     | 2                                                | ▼7    | 0,42  | Оба депутата избраны в Овьедо по совместным с правыми спискам | |
|                                                  | Независимые республиканцы                          | исп. Republicanos independientes                    |                                                         | 4                                                | —     | 1,06  | Трое избраны по спискам Правых и Партии центра, один самостоятельно. Среди них бывший премьер-министр Хоакин Чапаприета и министр образования и искусств Филиберто Вильялобос Гонсалес (бывший либерал-демократ), а также экс-радикал и галисийский республиканец | |
| Центристы и правые республиканцы                 | Центристы и правые республиканцы                   | Центристы и правые республиканцы                    | Центристы и правые республиканцы                        | Центристы и правые республиканцы                 | 37    | ▼101  | 7,82 | |
|                                                  |                                                    | Каталонская лига                                    | кат. Lliga Catalana, LC                                 | Франсеск Камбо, Пере Раола                       | 12    | ▼12   | 2,54 | Входила вместе с правыми в коалицию Каталонский фронт за порядок |
|                                                  | Баскская националистическая партия                 | баск. Euzko Alderdi Jeltzalea, EAJ                  | Хосе А. Агирре                                          | 8                                                | ▼3    | 1,69  | Собственные списки | |
|                                                  | Республиканское каталонское действие               | кат. Acció Catalana Republicana, ACR                | Льюис Николау д’Олвель                                  | 5                                                | ▲5    | 2,54  | Входила в коалицию Левый фронт Каталонии | |
|                                                  | Партия галисийцев                                  | галис. Partido Galeguista, PRM                      | Альфонсо Родригес Кастелао                              | 3                                                | ▲3    | 0,63  | Входила в коалицию Народный фронт | |
|                                                  | Регионалистская партия Мальорки                    | кат. Partit Regionalista de Mallorca, PRM           | Бартоломе Фонс                                          | 1                                                | ▬     | 0,21  | Избран по спискам правых | |
|                                                  | Баскские социал-христиане                          | баск. Euzko Social Cristiana                        | Хосе Мария Ласарте                                      | 1                                                | —     | 0,21  | Избран по списку баскских националистов в Гипускоа | |
| Регионалисты и националисты — центристы и правые | Регионалисты и националисты — центристы и правые   | Регионалисты и националисты — центристы и правые    | Регионалисты и националисты — центристы и правые        | Регионалисты и националисты — центристы и правые | 30    | ▼7    | 6,34 | |
|                                                  |                                                    | Республиканская левая Каталонии                     | кат. Esquerra Republicana de Catalunya, ERC             | Льюис Компаньс                                   | 21    | ▲4    | 4,44 | Входила в коалицию Левый фронт Каталонии |
|                                                  | Левая республиканская националистическая партия    | кат. Partit Nacionalista Republicà d'Esquerra, PNRE | Жоан Льюи                                               | 2                                                | ▲2    | 0,42  | Входила в коалицию Левый фронт Каталонии | |
|                                                  | Союз крестьян                                      | кат. Unió de Rabassaires, UdR                       | Хосеп Кальвет                                           | 2                                                | ▲1    | 0,42  | Левая крестьянская каталонская партия. Входила в коалицию Левый фронт Каталонии | |
|                                                  | Валенсийская левая                                 | кат. Esquerra Valenciana, EV                        | Висенте Марко Миранда                                   | 1                                                | ▲1    | 0,42  | Образована в результате раскола Автономистского республиканского союза. Входила в коалицию Народный фронт | |
| Левые националисты                               | Левые националисты                                 | Левые националисты                                  | Левые националисты                                      | Левые националисты                               | 26    | ▲2    | 5,50 | |
|                                                  |                                                    | Национальный блок («Испанское обновление»)          | исп. Bloque Nacional, BN (Renovación Española, RE)      | Хосе Кальво Сотело                               | 12    | ▼2    | 2,54 | В выборах участвовала в составе правых коалиций |
|                                                  | Традиционалистское причастие                       | исп. Comunión Tradicionalista, CT                   | Мануэль Фал Конде                                       | 9                                                | ▼11   | 1,90  | В выборах участвовала в составе правых коалиций, в том числе входила в Каталонский фронт за порядок | |
|                                                  | Независимые монархисты                             | исп. Monárquicos independientes                     | Альваро де Фигероа и Торрес, граф Романонес             | 2                                                | ▼2    | 0,42  | Оба были избраны в Гвадалахаре по спискам SEDA | |
|                                                  | Испанская националистическая партия                | исп. Partido Nacionalista Español, PNE              | Хосе Мария Альбиньяна                                   | 1                                                | ▬     | 0,21  | Избран по спискам правых. Вошёл в Группа Национального блока | |
|                                                  | Католики                                           | исп. Católico                                       | Хосе Мария Вальенте                                     | 1                                                | —     | 0,21  | Избран по спискам правых. Вошёл в Группу Традиционалистов | |
| Правые монархисты                                | Правые монархисты                                  | Правые монархисты                                   | Правые монархисты                                       | Правые монархисты                                | 25    | ▼14   | 5,29 | |
|                                                  |                                                    |                                                     |                                                         |                                                  |       |       | | |
| Всего                                            | Всего                                              | Всего                                               | Всего                                                   | Всего                                            | 473   | ▬     | 100 | |
|                                                  |                                                    |                                                     |                                                         |                                                  |       |       | | |
| Источник: Historia Electoral                     |                                                    |                                                     |                                                         |                                                  |       |       | | |

## Результаты по регионам
Распределение голосов и мандатов за партии и коалиции по регионам Испании по окончательным результатам после пересмотра парламентом итогов февральского голосования и с учётом повторных выборов в Куэнке и Гранаде.
| Регион            | Народный фронт | Народный фронт | Правые | Правые | Партия центра | Партия центра | БНП  | БНП   | Радикалы | Радикалы | Аграрии | Аграрии | Правый центр | Правый центр | Регионалисты | Регионалисты | Фаланга | Фаланга | Всего |
| Регион            | %              | Места          | %      | Места  | %             | Места         | %    | Места | %        | Места    | %       | Места   | %            | Места        | %            | Места        | %       | Места   | Всего |
| ----------------- | -------------- | -------------- | ------ | ------ | ------------- | ------------- | ---- | ----- | -------- | -------- | ------- | ------- | ------------ | ------------ | ------------ | ------------ | ------- | ------- | ----- |
| Андалусия         | 55,4           | 73             | 45,0   | 9      |               | 2             |      |       | 0,4      | 0        | 0,1     | 1       |              | 6            |              |              | 0,0     | 0       | 91    |
| Арагон            | 48,1           | 11             | 51,8   | 10     |               |               |      |       |          |          |         |         |              |              |              |              |         |         | 21    |
| Астурия           | 53,0           | 13             | 46,8   | 2      |               |               |      |       |          |          |         |         |              | 2            |              |              | 0,2     | 0       | 17    |
| Балеары           | 31,4           | 0              | 68,5   | 4      |               | 3             |      |       |          |          |         |         |              |              |              |              |         |         | 7     |
| Валенсия          | 48,6           | 27             | 42,9   | 9      | 5,5           | 0             |      |       | 3,5      | 0        |         |         | 0,3          | 1            |              |              |         |         | 37    |
| Галисия           | 33,7           | 28             | 36,6   | 13     | 25,9          | 6             |      |       | 3,7      | 0        |         |         |              | 2            |              |              |         |         | 49    |
| Канары            | 41,8           | 8              | 31,5   | 1      |               | 1             |      |       | 26,6     | 1        |         |         |              |              |              |              |         |         | 11    |
| Кастилья-ла-Вьеха | 37,4           | 11             | 53,8   | 24     | 1,2           | 0             |      |       | 0,9      | 1        | 3,8     | 2       | 3,0          | 2            |              |              | 0,7     | 0       | 40    |
| Кастилья-ла-Нуэва | 45,3           | 26             | 52,6   | 25     | 1,1           | 1             |      |       |          | 1        | 0,9     | 2       |              |              |              |              |         |         | 55    |
| Каталония         | 59,1           | 41             | 40,8   | 1      |               |               |      |       |          |          |         |         |              |              |              | 12           |         |         | 54    |
| Леон              | 39,1           | 7              | 60,6   | 9      | 0,3           | 0             |      |       |          | 1        |         | 4       | 1            |              |              |              |         |         | 22    |
| Мурсия            | 52,0           | 14             | 47,9   | 3      |               | 2             |      |       |          |          |         | 1       |              |              |              |              |         |         | 20    |
| Наварра           | 20,7           | 0              | 73,7   | 7      |               |               | 7,7  | 0     |          |          |         |         |              |              |              |              |         |         | 7     |
| Страна Басков     | 33,0           | 7              | 31,5   | 1      |               |               | 35,4 | 9     |          |          |         |         |              |              |              |              |         |         | 17    |
| Эстремадура       | 52,7           | 18             | 46,5   | 1      |               | 2             |      |       | 0,7      | 1        |         |         |              | 1            |              |              |         |         | 23    |
| Сеута / Мелилья   | 72,1           | 2              |        |        |               |               |      |       | 27,9     | 0        |         |         |              |              |              |              |         |         | 2     |
| Всего             | 47,03          | 286            | 46,14  | 119    | 3,17          | 17            | 1,32 | 9     | 1,59     | 5        | 0,33    | 10      | 0,35         | 14           | —            | 12           | 0,07    | 0       | 473   |

1. ↑  В семи округах вместе с правыми кандидатами баллотировались радикалы, прогрессисты и центристы
2. ↑  Все 6 представляют Прогрессивную республиканскую партию
3. ↑  Коалиция с либеральными демократами
4. ↑  Оба представляют либеральных демократов
5. ↑  Коалиция с Партией центра в Аликанте
6. ↑  Голоса за список Прогрессивной республиканской партии
7. ↑  Совместно с радикалами и консервативными республиканцами
8. ↑  Включая коалицию с Республиканской левой и Республиканским союзом в Луго
9. ↑  Один представляет Консервативную республиканскую партию, один независимый республиканец
10. ↑  Коалиция с Республиканским союзом в Тенерифе и с центристами и аграриями в Лас-Пальмасе
11. ↑  Голоса за список Консервативной республиканской партии
12. ↑  Оба представляет Консервативную республиканскую партию
13. ↑  Левый фронт Каталонии
14. ↑  Каталонский фронт за порядок
15. ↑  Депутаты Каталонской лиги, избранные по спискам Каталонского фронта за порядок
16. ↑  Коалиция с радикалами в некоторых провинциях, с Партией центра в провинции Мурсия и прогрессистами в Альбасете
17. ↑  Считая одного социального христианина
18. ↑  Коалиция с радикалами в некоторых провинциях и с Партией центра в Бадахосе

Области наибольшей поддержки: правые (синий цвет), Народный фронт (красный), центристы (зелёный)

Коммунистическая партия Испании наибольшего успеха добилась в Андалусии, где было избрано 7 депутатов от этой партии (7,69 % от общего количества депутатов, выбранных в регионе), на Канарах — 2 (18,18 %) и в Астурии — 2 (11,77 %). Испанская социалистическая рабочая партия более всего преуспела в Андалусии (35 депутатов или 38,46 %), Эстремадуре (9 или 39,13 %) и в Астурии (6 или 35,29 %), а также в Сеуте (1 или 100 %). Республиканская левая оказалась наиболее популярной в Арагоне (7 или 33,33 %) и Валенсии (12 или 32,42 %). Республиканский союз наиболее удачно выступил в Галисии (5 или 10,2 %), Валенсии (4 или 10,81 %), Мурсии (5 или 25 %) и в Мелилье (1 или 100 %). Испанская конфедерация независимых правых наибольшего успеха добилась на Балеарах (3 или 42,86 %), в Арагоне (9 или 42,86 %), Кастилье-ла-Вьеха (17 или 42,5 %), Кастилье-ла-Нуэве (20 или 36,36 %) и Леоне (8 или 36,36 %). Карлисты более всего преуспели в Наварре (4 или 57,14 %). Партия центра оказалась наиболее популярной на Балеарах (3 или 42,86 %) и в Галисии (6 или 12,25 %). Аграрии наиболее удачно выступил в Леоне (4 или 18,18 %). Монархисты из Национального блока («Испанское обновление») наибольшего успеха добились в Галисии (5 или 10,2 %) и Кастилье-ла-Вьеха (4 или 10,0 %).
Народный фронт победил в 24 провинциях и 6 городах, в том числе в Мадриде, ещё в 4 провинциях и в Барселоне победу одержал Левый фронт Каталонии. Правые выиграли выборы в 15 провинциях, ещё в 7 провинциях первое место заняла коалиция Правые и центр. Баскские националисты первенствовали в Бискайе и Гипускоа, коалиция Партии центра, Республиканской левой и Республиканского союза стала первой на выборах в Луго, консервативные республиканцы взяли верх в Сории.

## После выборов
Когда в январе 1936 года президент республики распустил кортесы и назначил выборы, несколько генералов решили поднять восстание 19 февраля, если Народный фронт победит на выборах. В то же время часть военной верхушки были уверены, что правым удастся одержать верх на выборах над левыми.
Как только стало известно о победе Народного фронта на выборах, была предпринята первая попытка государственного переворота с целью не допустить передачу власти победившим левым. Первым, кто безуспешно пытался добиться от исполняющего обязанности председателя правительства Мануэля Портела Валладареса объявить «состояние войны» и аннулировать выборы, стал Хиль-Роблес. Аналогичным образом высказался и лидер монархистов из «Испанского обновления» Хосе Кальво Сотело. К ним присоединился генерал Франко, всё ещё являвшийся начальником штаба армии, который вместе с генералом Годедом обратился к президенту страны Нисето Алькала Самора с предложением признать итоги выборов недействительными. Тогда же, Франко отдал соответствующие приказы военным командирам объявить состояние войны (что, согласно Закону об общественном порядке 1933 года, означало, что власть перешла к военным). По плану Франко генерал Родригесу дель Баррио, как генеральный инспектор армии имевший большое количество контактов среди военных, должен был прощупать несколько гарнизонов в Мадриде. Однако после нескольких звонков и Годед, и Родригес дель Баррио сообщили Франко о провале его планов.
В то время как это происходило, Франко решением Портела и военного министра генерала Николаса Молеро был снят с должности. Ключевую роль в провале первой попытки антиреспубликанского переворота сыграли директор Гражданской гвардии генерал Себастьян Посас (старый «африканец», верный республике) и глава Генеральной дирекции по аэронавтике генерал Мигель Нуньес де Прадо, которые отказались поддержать переворот. В конце концов, генерал Франко отступил, тем более что генералам Годеду и Фанхулю не удалось поднять восстание в мадридском гарнизоне. Таким образом, попытка переворота провалилась.
Исполняющий обязанности председателя правительства досрочно передал власть победившей коалиции, не дожидаясь второго тура выборов, назначенного на 1 марта. Так, лидер Народного фронта Мануэль Асанья уже 19 февраля сформировал правительство, которое, в соответствии с соглашением, состояло только из левых республиканских министров (девять от левых республиканцев и трое от Республиканского союза, плюс один независимый генерал Карлос Маскелет, назначенный на пост военного министра). Одним из первых решений, принятых новым правительством, было удаление наиболее антиреспубликанских генералов из центров власти: генерал Годед был переведён на Балеарские острова; генерал Франко — на Канарские острова; генерал Мола — в Памплоны. Были переведены на другие должности ещё несколько генералов, такие как Оргас, Вильегас, Фанхуль и Салике. Однако эти действия нового правительства не помогли остановить заговорщиков, и даже в некоторых случаях, например, генерала Франко, это ещё больше настроило их против республиканцев.